# Arnout Vosmaer
Arnout Vosmaer (* 23. Oktober 1720 in Rotterdam; † 15. Januar 1799 in Den Haag), manchmal auch Aernout Vosmaer geschrieben, war ein niederländischer Naturforscher und Sammlungskurator.

## Leben und Wirken
Nach dem frühen Tod seines Vaters, einem Weinhändler, arbeitete Vosmaer im Kornvertrieb einer Brauerei und in einer Zuckerraffinerie. In dieser Periode begann er sein Naturalienkabinett aufzubauen. 1751 zog er nach Den Haag, wo er eine Anstellung in der Finanzverwaltung der Regierung erhielt. Er setzte die Vergrößerung seines Kabinetts fort, das in der Folgezeit zu einem der bekanntesten in ganz Holland wurde. Ein Jahr später erwarb er Exponate vom Amsterdamer Apotheker Albertus Seba, Autor des Werkes Thesaurus, eines vierbändigen illustrierten Atlas über Pflanzen und Tiere.
Vosmaers Exponate erregten alsbald die Aufmerksamkeit von Prinzessin Anne (1709–1759), was dazu führte, dass die niederländische Krone die Kollektionen erwarb und Vosmaer zum Direktor des statthalterlichen Kabinetts ernannt wurde. Er vergrößerte die Sammlung durch direkten Kauf bei Händlern, durch Spenden der königlichen Familie oder durch Auktionen von anderen Naturalienkabinetten. Nach dem Tod von Anne im Jahr 1759 setzte Vosmaer seine Arbeit im Dienst ihres Sohns, Statthalter Wilhelm V. fort, der ihn 1771 zum Direktor seiner Menagerie ernannte. In dieser Funktion war Vosmaer der Erste, der zwischen Juni 1776 und Januar 1777 einen lebenden Borneo-Orang-Utan in Europa hielt. Auch heute ausgestorbene Arten, darunter ein Quagga und eine Mauritius-Fruchttaube, lebten einige Zeit in der Menagerie. Die verstorbenen Tiere der Menagerie wurden präpariert und ins statthalterliche Kabinett aufgenommen.
1786 verließ Wilhelm V. Den Haag aus politischen Gründen und zog auf den Ahnenlandsitz nach Apeldoorn. Er verkaufte seinen Landsitz bei Het Kleine Loo. Die Tiere wurden in eine Menagerie in der Nähe von Apeldoorn gebracht. Vosmaer verblieb zusammen mit dem statthalterlichen Kabinett in Den Haag.
Vosmaer war ein fanatischer Sammler und das statthalterliche Kabinett erlangte schließlich einen Ruf als Hollands nationales Naturkundemuseum. Es wurde für Besucher geöffnet und Vosmaer präsentierte ihnen, wenn er anwesend war, persönlich die Räumlichkeiten. Einige Naturforscher, darunter Peter Simon Pallas, erhielten die Möglichkeit, die Exponate unbeaufsichtigt zu studieren. Die Bedeutsamkeit der Sammlung lockte auch Besucher aus entfernten Ländern. Der englische Zoologe Thomas Pennant besuchte das Kabinett im Jahr 1756 und bezeichnete Vosmaer als „frenchified Dutchman, extremely ignorant. Deutsch: französisierter Niederländer, äussert ignorant.“ Andere glaubten, dass Vosmaer seine einflussreiche Position dazu missbrauchte, diejenigen anzugreifen, die ein größeres Wissen als er hatten. Vosmaer repräsentierte eine Klasse von niederländischen Sammlern, die hauptsächlich am Zusammentragen und Ausstellen ihrer Schätze interessiert waren, im Gegensatz zu Albertus Seba und dem Amsterdamer Naturforscher Martinus Houttuyn, die, basierend auf ihren Kollektionen, illustrierte wissenschaftliche Werke anfertigten.
Vosmaer war auch als Herausgeber tätig. 1754 veröffentlichte er die zweite Auflage von Louis Renards Naturgeschichte der Meeresfische und Krebstiere von Niederländisch-Ostindien aus dem Jahr 1719. 1758 und 1765 gab er die Bände drei und vier des Thesaurus von Albertus Seba heraus. Er verwendete Sebas Notizen und wurde bei diesem Projekt von Houtthuyn, Pallas und anderen Naturforschern unterstützt. 1804 erschien das posthume Werk Natuurkundige beschryving eener uitmuntende verzameling van zeldsaame gedierten, bestaande in Oost- en Westindische viervoetige dieren, vogelen en slangen, weleer leevend voorhanden geweest zynde, buiten den Haag, op het Kleine Loo van Z.D.H. den prins van Oranje-Nassau, eine Sammlung von 33 Einzeltiteln und datierten Abschnitten, in denen Tiere aus der statthalterlichen Menagerie beschrieben werden.
1795 wurde das statthalterliche Kabinett aufgelöst, als Napoleon Bonaparte seiner Armee befahl, Revolutionäre in den Niederlanden zu unterstützen und dort später eine Marionettenregierung unter der Herrschaft seines Bruders Louis Bonaparte einzusetzen. Das Muséum d’histoire naturelle gründete eine Sonderkommission von Professoren mit dem Auftrag das Naturalienkabinett und die Menagerie von Wilhelm V. zu beschlagnahmen und nach Paris zu transportieren. Die Franzosen übersahen jedoch die eingelagerten Exponate in den Kellern, darunter einige von Seba. Als die Niederlande 1813 ihre Unabhängigkeit zurückerlangten, forderten sie die gestohlenen Exponate zurück. Die Professoren des Muséum d’histoire naturelle waren jedoch nicht bereit, auf die Originale zu verzichten und sandten daher teilweise Duplikate in die Niederlande zurück.
Als Wilhelm V. 1795 nach England floh, war auch Vosmaers Leitung des statthalterlichen Kabinetts beendet.

## Ehrungen
Seit 1758 war er korrespondierendes Mitglied der Académie royale des sciences. 1763 wurde er zum Mitglied der Deutschen Akademie der Naturforscher Leopoldina gewählt.

### Dedikationsnamen
Nach Vosmaer sind die ausgestorbene Riesenschildkröte Cylindraspis vosmaeri von der Maskarenen-Insel Rodrigues, die Skinkart Lygosoma vosmaeri sowie Eclectus roratus vosmaeri, eine Unterart des Edelpapageis, benannt.